# 31556 Shatner
31556 Shatner este o planetă minoră (asteroid) din centura de asteroizi. A fost descoperită pe 13 martie 1999 la Goodricke-Pigott Observatory⁠(d) de Roy A. Tucker⁠(d) și a fost numită după William Shatner. 
Obiectul prezintă o orbită caracterizată de o semiaxă mare de 2,693889 UAi, o excentricitate de 0,22, o înclinație de 4,79826 ° în raport cu ecliptica.